# XIe législature des Cortes d'Aragon
La XIe législature des Cortes d'Aragon est un cycle parlementaire des Cortes d'Aragon, d'une durée initiale de quatre ans, ouvert le 23 juin 2023 à la suite des élections du 28 mai précédent.

## Historique
La XIe législature s'ouvre le 23 juin 2023 sous la présidence de José Pedro Sierra, du PP, doyen de l'Assemblée, qui fait procéder à l'élection de la présidente. En vertu du pacte conclu entre le PP et Vox, la candidate de ce dernier, Marta Fernández Martín, est élue à la majorité absolue de 35 voix, les 32 autres députés votant blanc. Son élection est suivie de celle des deux vice-présidents et des deux secrétaires.

## Bureau
Le bureau des Cortes d'Aragon rassemble le président, deux vice-présidents et deux secrétaires. Le président est élu à la majorité absolue des députés au premier tour, à la majorité simple au second entre les deux candidats ayant recueilli le plus grand nombre de suffrages lors du premier vote. Les vice-présidents et secrétaires sont élus à la majorité simple : les deux candidats qui obtiennent le plus grand nombre de voix sont proclamés élus.
| Poste                   | Titulaire                | Parti | Parti | Circonscription |
| ----------------------- | ------------------------ | ----- | ----- | --------------- |
| Présidente              | Marta Fernández          |       | Vox   | Saragosse       |
| Premier vice-président  | Mar Vaquero              |       | PP    | Saragosse       |
| Premier vice-président  | Ramón Celma (08/09/2023) |       | PP    | Saragosse       |
| Seconde vice-présidente | Elisa Sancho             |       | PSOE  | Huesca          |
| Premier secrétaire      | Gerardo Oliván           |       | PP    | Huesca          |
| Second secrétaire       | Carlos Pérez             |       | PSOE  | Saragosse       |

## Groupes parlementaires
Le règlement des Cortes d'Aragon dispose que les députés pourront former des groupes parlementaires, à condition que chacun d'entre eux compte au moins 3 membres. Les députés appartenant à un même parti ou à deux partis qui ne se sont pas affrontés devant les électeurs ne peuvent former de groupes parlementaires séparés. Les députés ne peuvent intégrer que le groupe parlementaire du parti politique pour lequel ils ont concouru aux élections. Les députés qui ne sont pas membres d'un groupe parlementaire acquièrent la condition de député non-inscrit, sauf s'ils appartiennent à un parti qui n'a pas obtenu le nombre suffisant de parlementaires pour constituer un groupe propre, auquel cas ils intègrent le groupe mixte. Les députés du groupe mixte qui appartiennent à un même parti peuvent former un groupement parlementaire au sein du groupe mixte.
| Nom | Nom                        | Nom                        | Début | Fin               | Porte-parole                                  |   |
| --- | -------------------------- | -------------------------- | ----- | ----------------- | --------------------------------------------- | - |
|     | Groupe populaire           | Groupe populaire           | 28    |                   | Ana Alós Fernando Ledesma (04/09/2023)        |   |
|     | Groupe socialiste          | Groupe socialiste          | 23    |                   | Mayte Pérez                                   |   |
|     | Groupe Vox                 | Groupe Vox                 | 7     |                   | Alejandro Nolasco Santiago Morón (04/09/2023) |   |
|     | Groupe Union aragonaisiste | Groupe Union aragonaisiste | 3     |                   | José Luis Soro                                |   |
|     | Groupe Aragón Existe       | Groupe Aragón Existe       | 3     |                   | Tomás Guitarte                                |   |
|     | Mixte                      | Mixte                      | 3     |                   | -                                             | - |
|     |                            |                            |       |                   |                                               |   |
|     | Groupement Podemos         | 1                          |       | Andoni Corrales   |                                               |   |
|     | Groupement IU Aragón       | 1                          |       | Álvaro Sanz       |                                               |   |
|     | Groupement PAR             | 1                          |       | Alberto Izquierdo |                                               |   |

## Commissions parlementaires
| Commission                                                                  | Président          | Parti | Parti | Circonscription |
| --------------------------------------------------------------------------- | ------------------ | ----- | ----- | --------------- |
| Commissions permanentes législatives                                        |                    |       |       |                 |
| Commission des Comparutions citoyennes et des Droits humains                | Antonio Romero     | PP    |       | Huesca          |
| Commission du Développement territorial, du Dépeuplement et de la Justice   | David Arranz       | Vox   |       | Huesca          |
| Commission de l'Économie, de l'Emploi et de l'Industrie                     | Elena Allué        | PP    |       | Saragosse       |
| Commission des Finances, du Budget et de l'Administration publique          | Beatríz Sánchez    | PSOE  |       | Saragosse       |
| Commission de l'Équipement, du Logement, de la Mobilité et de la Logistique | José Sierra        | PP    |       | Huesca          |
| Commission de l'Agriculture, de l'Élevage et de l'Alimentation              | Fermín Civiac      | Vox   |       | Huesca          |
| Commission de l'Environnement et du Tourisme                                | Jesús Fuertes      | PP    |       | Teruel          |
| Commission de l'Éducation, de la Science et de l'Enseignement supérieur     | Carmen Herrarte    | PP    |       | Saragosse       |
| Commission de la Santé                                                      | Juan Carlos Gracia | PP    |       | Teruel          |
| Commission du Bien-être social et de la Famille                             | Ana Marín          | PP    |       | Teruel          |
| Commissions permanentes non-législatives                                    |                    |       |       |                 |
| Commission du Règlement et du Statut des députés                            | Marta Fernández    | Vox   |       | Saragosse       |
| Commission institutionnelle et du développement statutaire                  | María Navarro      | PP    |       | Saragosse       |

## Gouvernement et opposition
| Candidat         | Date                                    | Vote       |    |      |     |     |    |         |    |     | Résultat |
| Candidat         | Date                                    | Vote       | PP | PSOE | Vox | CHA | AE | Podemos | IU | PAR | Résultat |
| Jorge Azcón (PP) | 10 août 2023 (majorité absolue requise) | Oui        | 28 |      | 7   |     |    |         |    | 1   | 36 / 67  |
| Jorge Azcón (PP) | 10 août 2023 (majorité absolue requise) | Non        |    | 23   |     | 3   | 3  | 1       | 1  |     | 31 / 67  |
| Jorge Azcón (PP) | 10 août 2023 (majorité absolue requise) | Abstention |    |      |     |     |    |         |    |     | 0 / 67   |

## Désignations

### Sénateurs
| Parti | Parti | Sénateurs désignés               | Voix |
| ----- | ----- | -------------------------------- | ---- |
| PP    |       | Eloy Suárez Lamata               | 36   |
| PSOE  |       | Francisco Javier Lambán Montañés | 22   |

- Désignation : 8 septembre 2023.